# کفر تابور
کفر تابور (به لاتین: Kfar Tavor) یک روستا در فلسطین است که در شمال واقع شده‌است.

## خصوصیات
کفر تابور ۲٬۷۰۰ نفر جمعیت دارد.

## خواهرخوانده
شهر Eppelborn خواهرخواندهٔ کفر تابور هست.